# سفارت فنلاند در استکهلم
سفارت فنلاند در استکهلم (به سوئدی: Finlands ambassad i Stockholm) یک سفارت در سوئد است که در استکهلم واقع شده‌است.